# Diocese de Iguatu
A Diocese de Iguatu (Dioecesis Iguatuvinus) é uma divisão territorial da Igreja Católica no estado do Ceará. Foi fundada no dia 28 de janeiro de 1961 pelo Papa João XXIII, por meio da bula In Apostolicis Munerise instalada no dia 04 de fevereiro de 1962, na Igreja dedicada à Senhora Sant'Ana, Catedral Diocesana nos primeiros 38 anos de sua história. Tem como padroeiro São José (festa celebrada em 19 de março). Sua sede é o município de Iguatu. Pertence ao Regional NE1 (Nordeste) da CNBB - Conferência Nacional dos Bispos do Brasil.

## Jurisdição
Na Bula papal de 1962, a diocese de Iguatu foram desmembrados da Arquidiocese de Fortaleza (Milhã, Mombaça, Pedra Branca, Piquet Carneiro, Senador Pompeu, Solonópole) e da Diocese de Crato (Acopiara, Arneiroz, Aiuaba, Cariús, Catarina, Cedro, Cococi, Icó, Iguatu, Jucás, Orós, Parambu, Saboeiro, Tauá). 
Nota: O município de Tauá, Cococi - que na criação da Bula era Município, foi rebaixado a distrito, atualmente pertence a cidade de Parambu. Os municípios de Tauá e Parambu estão atualmente sob a jurisdição da Diocese de Crateús.
Atualmente a Diocese tem uma dimensão territorial de 29 mil km2, contento neste território 19 municípios em sua circunscrição. Com uma população existente de 572 mil habitantes, residente em 67 mil domicílios, sendo destes domicílios 19 mil na zona urbana e 48 mil na zona rural. As paróquias estão distribuídas pelos municípios de: Aiuaba, Arneiroz, Cariús, Jucás, Saboeiro, Acopiara, Catarina, Solonópole, Deputado Irapuan Pinheiro, Milhã, Senador Pompeu, Pedra Branca, Piquet Carneiro, Mombaça, Icó, Orós, Cedro, Quixelô e Iguatu.

## Bispos
Bispos locais:
|                         | Nome                                   | Período     | Notas                                     |
| Bispos                  | Bispos                                 | Bispos      | Bispos                                    |
| ----------------------- | -------------------------------------- | ----------- | ----------------------------------------- |
| 5°                      | Geraldo Freire Soares, C.Ss.R.         | 2022 -      |                                           |
| 4°                      | Edson de Castro Homem                  | 2015 - 2021 | Renunciou por saúde. Cf. CDC cân. 401 §2. |
| 3°                      | João José da Costa, O.Carm.            | 2009 - 2014 | Nomeado Arcebispo-coadjutor de Aracaju    |
| 2°                      | José Doth de Oliveira                  | 2000 - 2009 | Renunciou por saúde. Cf. CDC cân. 401 §2. |
| 1°                      | José Mauro Ramalho de Alarcón Santiago | 1961 - 2000 | Renunciou por idade.                      |
| Bispo-coadjutor         |                                        |             |                                           |
|                         | José Doth de Oliveira                  | 1991 - 2000 |                                           |
| Administrador diocesano |                                        |             |                                           |
|                         | João Batista Moreira Gonçalves         | 2021 - 2022 | Administrador diocesano                   |